# Цифер
Цифер (словац. Cífer) — село, громада округу Трнава, Трнавський край. Кадастрова площа громади — 29.88 км².
Населення 4416 осіб (станом на 31 грудня 2020 року).

## Історія
Цифер згадується 1291 року.

## Географія
Протікає річка Ронава.

## Населення
| Рік:            | 1994. | 2004.   | 2014.   | 2024.    |
| --------------- | ----- | ------- | ------- | -------- |
| Кількість осіб: | 3765  | 3837    | 4142    | 4886     |
| Різниця:        |       | +1,91 % | +7,94 % | +17,96 % |

| Рік:            | 2023. | 2024.   |
| --------------- | ----- | ------- |
| Кількість осіб: | 4832  | 4886    |
| Різниця:        |       | +1,11 % |